# Xanthia fuscescens
Xanthia fuscescens là một loài bướm đêm trong họ Noctuidae.